# Tre santi
I Tre santi sono un dipinto a tempera e oro su tavola (ciascuno 63x33 cm) di Pietro Lorenzetti, databile al 1315 circa e conservato nel Museo Horne di Firenze. Inseriti in una cornice moderna, forse facevano parte di un presunto Polittico di Monticchiello.

## Storia
L'opera fa forse parte del presunto polittico già nella pieve dei Santi Leonardo e Cristoforo a Monticchiello, presso Pienza, con la Santa al Museo Tessé e la Madonna di Monticchiello, l'unica di sicura provenienza, nel Museo diocesano di Pienza. La ricostruzione, sebbene poggi su assonanze stilistiche (le due sante alle estremità compiono il gesto simile di alzare il mantello con la mano), leggere differenze nelle dimensioni pongono incertezze.

## Descrizione e stile
A parte la santa Caterina d'Alessandria al centro, con l'inconfondibile ruota, l'identificazione degli altri santi è incerta, nell'eseguità degli attributi. Il primo è un monaco chiericato con la tonaca scura, il libro e il bastone, forse san Benedetto da Norcia (anche se solitamente è raffigurato più anziano) o san Leonardo di Noblac, che confermerebbe la provenienza dall'antica pieve dedicata proprio a quel santo; più dubbia l'identificazione con san Romualdo, che avrebbe dovuto invece avere l'abito bianco dei camaldolesi. L'altra santa tiene una croce astile e solleva con una mano un lembo della veste, come la Santa di Le Mans, ed è forse identificabile con santa Margherita d'Antiochia o sant'Agata.
Nel complesso queste figure appaiono come raffinate e curate nei dettagli, ma anche solide nella volumetria, grazie all'accentuato chiaroscuro.